# ATP Palma
L'ATP Palma è stato un torneo di tennis facente parte del Grand Prix giocato nel 1976 a Palma di Majorca in Spagna su campi in Terra rossa.

## Albo d'oro

### Singolare
| Anno | Vincitore      | Finalista | Punteggio     |
| ---- | -------------- | --------- | ------------- |
| 1976 | Buster Mottram | Jun Kuki  | 7–6, 6–3, 6–3 |

### Doppio
| Anno | Vincitori                 | Finalisti                 | Punteggio     |
| ---- | ------------------------- | ------------------------- | ------------- |
| 1976 | John Andrews Colin Dibley | Mark Edmondson John Marks | 2–6, 6–3, 6–2 |